# Liste der Monuments historiques in Saint-Hilaire-du-Bois (Charente-Maritime)
Die Liste der Monuments historiques in Saint-Hilaire-du-Bois (Charente-Maritime) führt die Monuments historiques in der französischen Gemeinde Saint-Hilaire-du-Bois auf.

## Liste der Bauwerke
| Bezeichnung       | Beschreibung              | Standort | Kennzeichnung | Schutzstatus | Datum | Bild           |
| ----------------- | ------------------------- | -------- | ------------- | ------------ | ----- | -------------- |
| Kirche St-Hilaire | Erbaut im 12. Jahrhundert | (Lage)   | PA17000033    | Inscrit      | 2000  | weitere Bilder |

## Liste der Objekte
| Bezeichnung | Beschreibung           | Standort                        | Kennzeichnung | Schutzstatus | Datum | Bild |
| ----------- | ---------------------- | ------------------------------- | ------------- | ------------ | ----- | ---- |
| Taufbecken  | Stein, 18. Jahrhundert | in der Kirche St-Hilaire (Lage) | PM17000900    | Inscrit      | 1976  |      |